# Polizeiruf 110: Unsterblich
Unsterblich ist ein Fernsehfilm aus der Krimireihe Polizeiruf 110. Der vom MDR produzierte Beitrag ist die 413. Polizeiruf-110-Episode und wurde am 12. Mai 2024 im Ersten ausgestrahlt. Die Magdeburger Ermittlerin Doreen Brasch ermittelt in ihrem 19. Fall.

## Handlung
Eine junge Frau stürzt inmitten der Magdeburger Innenstadt durch das Glasdach eines Einkaufszentrums und stirbt. Eine Zeugin und später auch ihre eigene Schwester identifizieren die Tote als Aalisha Mansour, eine bekannte Influencerin. Deren Ruf hatte zuletzt sehr gelitten, sodass neben einem Tötungsverbrechen auch ein Suizid infrage kommt. Kriminalhauptkommissarin Doreen Brasch nimmt bei ihren Ermittlungen auch den Bruder der Influencerin ins Visier, da er offenbar bereits schon seit längerer Zeit ein großes Problem mit den freizügigen Online-Auftritten seiner Schwester hatte und Hassbotschaften auf deren Internetkanal hinterlassen hatte. Aalishas Mitbewohnerin Leonie Jaspers berichtet zudem, dass Aalisha von ihrem Bruder geschlagen worden sei.
Die Recherchen von Braschs Kollegen Marquez ergeben, dass die Tote möglicherweise nicht die Influencerin ist. Ein DNA-Vergleich bestätigt dies und identifiziert die Tote als Giulia Nowak. Die junge Altenpflegerin hatte eine große Ähnlichkeit mit Aalisha, war deren Followerin und ahmte ihren Style nach, so dass sie ihr zum Verwechseln ähnlich sah. Die an der Leiche gefundenen Spuren bestätigen zudem, dass der Sturz weder Unfall noch Suizid war.
Die totgeglaubte Aalisha versteckt sich unterdessen bei ihrer Mitbewohnerin, mit der sie auch eine Beziehung hat. Beide planen, gemeinsam wegzuziehen, um woanders neu anzufangen. Leonie deckt Aalisha zunächst gegenüber der Polizei, aber als es zum Streit zwischen beiden kommt, offenbart sich Aalisha gegenüber Brasch und ihrer Familie.
Es klärt sich auf, dass die stark narzisstisch veranlagte Aalisha und die von ihr beeinflusste Leonie Giulia unter einem Vorwand auf das Dach des Einkaufszentrums gelockt haben und Aalisha Leonie dort nötigte, Giulia hinunterzustoßen, um Aalishas Tod zu inszenieren.
Die labile Leonie hält dem Druck nicht mehr stand, bedroht Aalisha mit einem Messer, geht mit ihr auf das offenbar ungesichert für jedermann zugängliche Dach und droht, sich mit ihr gemeinsam hinunterzustürzen. Sie filmt dies und postet es auf Aalishas Kanal als Live-Stream. Brasch kommt dazu, kann aber nicht verhindern, dass sich Leonie vom Dach in den Tod stürzt. Aalisha bleibt allein zurück und wird festgenommen.

## Hintergrund
Der Film wurde vom 29. August 2023 bis zum 26. September 2023 in Magdeburg gedreht. Der im Film dargestellte Kriminalfall basiert zum Teil auf einer wahren Begebenheit. Für Hendrik Arnst war dieser Film die letzte Rolle. Er starb Anfang des Jahres 2024 noch vor der Erstausstrahlung.

## Einschaltquoten
Die Erstausstrahlung von Unsterblich am 12. Mai 2024 wurde in Deutschland von 7,03 Millionen Zuschauern gesehen und erreichte einen Marktanteil von 28,3 % für Das Erste.